# Reinado Internacional del Café 2023
Reinado Internacional del Café 2023 fue la 51.ª edición del certamen Reinado Internacional del Café, que se llevó a cabo el 7 de enero de 2023, durante el marco de la Feria de Manizales celebrada en la ciudad de Manizales, Colombia, donde candidatas de 26 diferentes países productores y exportadores de café compitieron por el título y la corona internacional. Al final del evento, Ismelys Velásquez de Venezuela coronó a Isabella Bermúdez de Colombia, como su sucesora.
El concurso fue transmitido por el canal regional Telecafé con señal abierta en línea en vivo para más de 100 países a través de su página de web. También a través del Canal Trece.

## Resultados
| Posiciones                           | Candidata                         |
| ------------------------------------ | --------------------------------- |
| Reina Internacional del Café 2023    | - Colombia - Isabella Bermúdez    |
| Virreina Internacional del Café 2023 | - Costa Rica - Maricrís Rodríguez |
| 1.ª Princesa                         | - Haití - Cassandre Jacques       |
| 2.ª Princesa                         | - Panamá - Ashley Díaz            |
| 3.ª Princesa                         | - Italia - Sofia Ferraris         |

## Premios especiales
| Premio         | Candidata                       |
| -------------- | ------------------------------- |
| Mejor Rostro   | - Colombia - Isabella Bermúdez  |
| Miss Auténtica | - Haití - Cassandre Jacques     |
| Miss Simpatía  | - Venezuela - Lisandra Chirinos |

### Reina de la Policía
| Premio                 | Candidata                                                                                     |
| ---------------------- | --------------------------------------------------------------------------------------------- |
| Reina de la Policía    | - Polonia - Agata Wdowiak                                                                     |
| Virreina de la Policía | - Haití - Cassandre Jacques                                                                   |
| Top 5                  | - Colombia - Isabella Bermúdez - Francia - Valentine Le Corre - Venezuela - Lisandra Chirinos |

## Candidatas
26 candidatas participaron en la final.
| País                 | Candidata                            | Edad | Estatura | Lugar de Origen        |
| -------------------- | ------------------------------------ | ---- | -------- | ---------------------- |
| Bolivia              | Dayana Angélica Romero Montaño       | 22   | 1.78 m   | Cercado                |
| Brasil               | Gabrielle Flávia Araújo              | 24   | 1.70 m   | Ribeirão das Neves     |
| Canadá               | Simran Sohal                         | 25   | 1.74 m   | Toronto                |
| Colombia             | Isabella Bermúdez Nieto              | 21   | 1.78 m   | Pereira                |
| Costa Rica           | Maricrís Rodríguez Rojas             | 27   | 1.65 m   | Sarapiquí              |
| Ecuador              | Kiriam Andrea Bravo Vera             | 20   | 1.70 m   | Manta                  |
| El Salvador          | Wendy Yamileth Portillo Parada       | 23   | 1.75 m   | San Vicente            |
| España               | Irene Grande Pintado                 | 22   | 1.81 m   | Guadalajara            |
| Filipinas            | Paula Ginette Ortega Madarieta       | 27   | 1.78 m   | Ligao                  |
| Francia              | Valentine Le Corre                   | 22   | 1.70 m   | Port-Louis             |
| Guatemala            | Jasmin Alejandra Bonilla Menéndez    | 18   | 1.72 m   | Ciudad de Guatemala    |
| Haití                | Cassandre Jacques                    | 21   | 1.78 m   | Puerto Príncipe        |
| Honduras             | Yelsin Arely Almendárez Ramos        | 24   | 1.72 m   | Danlí                  |
| Italia               | Sofia Ferraris                       | 21   | 1.76 m   | Lombardía              |
| Japón                | Riho Sasaki                          | 22   | 1.70 m   | Shizuoka               |
| México               | Ana Paulina Rivero Hernández         | 25   | 1.76 m   | Mérida                 |
| Nicaragua            | Daniela Cristina de Smet Contreras   | 24   | 1.75 m   | Estelí                 |
| Panamá               | Ashley Denisse Díaz Vergara          | 20   | 1.68 m   | Ciudad de Panamá       |
| Paraguay             | Yanina Isabel Villalba Ortiz         | 21   | 1.70 m   | Capiatá                |
| Perú                 | María Teresa de Jesús Saavedra Pérez | 26   | 1.75 m   | Chiclayo               |
| Polonia              | Agata Hanna Wdowiak                  | 26   | 1.80 m   | Lodz                   |
| Portugal             | Sara Isabel Feitais Almeida          | 21   | 1.72 m   | Vila Real              |
| Puerto Rico          | Ninoshka Michelle Figueroa Jiménez   | 21   | 1.71 m   | San Sebastián          |
| República Dominicana | Jenifer Delisa Francisco Vásquez     | 27   | 1.74 m   | Nagua                  |
| Uruguay              | Valentina Ethel Schierling Melia     | 24   | 1.68 m   | Colonia del Sacramento |
| Venezuela            | Lisandra María Chirinos Guillén      | 26   | 1.77 m   | Valencia               |